# Andrés Balla
Andrés Balla (Budapest, Hungría 1921-Buenos Aires, 2001), fue un novelista, dramaturgo y cuentista argentino. Oriundo de Budapest, se estableció en Argentina en 1939. En 1982 ganó el Premio Aguilar de teatro.

## Obras
Teatro
- Los que respondieron al fuego, Autores Argentinos Asociados. 1975.
- El Inca Túpac Amaru, Instituto Lucchelli Bonadeo. 1971.
- Dos por dos son seis.
- Viana.

Novelas
- Sala de niños, Andrómeda, 1965.
- El marinero de la montaña, Andrómeda, 1965.
- Pradera del ganso, Bruguera, 1987.
- Los dueños de la selva, Simurg, 1999.
- La república de Granato, Simurg, 1999.
- El mariscal, Simurg, 1999.